# Devin, Bulgaria
Devin (bulgară Девин) este un oraș în sudul Bulgariei, parte a Regiunii Smolian.

## Personalități
- Nikola Todev (actor)

## Demografie
Componența etnică a orașului Devin
     Romi (1,44%)
     Nicio identificare (14,98%)
     Bulgari (82,53%)
     Turci (0,77%)
     Altele (0,25%)
La recensământul din 2011, populația orașului Devin era de 7.060 locuitori. Din punct de vedere etnic, majoritatea locuitorilor (82,53%) erau bulgari, cu o minoritate de romi (1,44%). Pentru 14,98% din locuitori nu este cunoscută apartenența etnică.